# Slobodan Janković (calciatore)
Slobodan Janković (23 dicembre 1946) è un ex calciatore jugoslavo.

## Carriera

### Club
Debutta da professionista nel 1968 con la Stella Rossa, ma viene subito mandato in prestito una stagione al Maribor. Rientrato a Belgrado disputa buone stagioni con la maglia biancorossa, vincendo due campionati jugoslavi e una Coppa di Jugoslavia.
Nell'estate del 1975 si trasferisce in Francia, al Lens
Dopo due stagioni rientra in patria, e chiude la carriera nell'Osijek.

### Nazionale
Disputò una sola partita con la nazionale jugoslava, scese in campo il 16 aprile 1975 in occasione del match perso 1-0 contro l'Irlanda del Nord.

## Statistiche

### Cronologia presenze e reti in nazionale
| Cronologia completa delle presenze e delle reti in nazionale ― Jugoslavia | Cronologia completa delle presenze e delle reti in nazionale ― Jugoslavia | Cronologia completa delle presenze e delle reti in nazionale ― Jugoslavia | Cronologia completa delle presenze e delle reti in nazionale ― Jugoslavia | Cronologia completa delle presenze e delle reti in nazionale ― Jugoslavia | Cronologia completa delle presenze e delle reti in nazionale ― Jugoslavia | Cronologia completa delle presenze e delle reti in nazionale ― Jugoslavia | Cronologia completa delle presenze e delle reti in nazionale ― Jugoslavia |
| Data                                                                      | Città                                                                     | In casa                                                                   | Risultato                                                                 | Ospiti                                                                    | Competizione                                                              | Reti                                                                      | Note                                                                      |
| ------------------------------------------------------------------------- | ------------------------------------------------------------------------- | ------------------------------------------------------------------------- | ------------------------------------------------------------------------- | ------------------------------------------------------------------------- | ------------------------------------------------------------------------- | ------------------------------------------------------------------------- | ------------------------------------------------------------------------- |
| 16-4-1975                                                                 | Belfast                                                                   | Irlanda del Nord                                                          | 1 – 0                                                                     | Jugoslavia                                                                | Qual. Euro 1976                                                           | -                                                                         |                                                                           |
| Totale                                                                    |                                                                           | Presenze                                                                  | 1                                                                         |                                                                           | Reti                                                                      | 0                                                                         |                                                                           |

## Palmarès

### Club

#### Competizioni nazionali
- Campionato jugoslavo: 2

Stella Rossa: 1968-1969, 1972-1973
- Coppa di Jugoslavia: 1

Stella Rossa: 1970-1971